# John Lewis Hall
John Lewis Hall (Denver, 21. kolovoza 1934.), američki fizičar. Diplomirao (1958.) i doktorirao (1961.) na Sveučilištu Carnegie Mellon u Pittsburghu. Radio u Nacionalnom institutu za standarde i tehnologiju (NIST) i na Sveučilištu Colorado u Boulderu (od 1962. do 2004.). Bavio se razvojem metoda za mjerenje frekvencija vidljive svjetlosti s točnošću od 15 znamenki. Praktična primjena njegova rada omogućila je provjeru teorije posebne ili specijalne teorije relativnosti i provjeru vrijednosti temeljnih fizikalnih konstanti, razvoj preciznih satova i poboljšanje satelitskih navigacijskih sustava kao što je Globalni položajni sustav ili GPS. Za doprinos razvoju kvantne optike i metoda precizne laserske spektroskopije s T. W. Hänschom dobio Nobelovu nagradu za fiziku 2005. (te je godine nagrađen i R. J. Glauber).